# Alpes de Fiemme
Les Alpes de Fiemme sont un massif montagneux des Préalpes orientales méridionales. Elles s'élèvent en Italie dans la province du Trentin-Haut-Adige. La Cima d'Asta est le point culminant du massif.
Géographiquement situées dans les Dolomites, les Alpes de Fiemme y sont très fréquemment complètement rattachées. Cependant, l'absence de dolomie en font un massif à part entière.

## Géographie

### Situation
Le massif est entouré des Alpes de Sarntal au nord, des Dolomites à l'est, des Préalpes vicentines au sud et des massifs de Brenta et de Non à l'ouest.
Il est bordé par l'Adige à l'ouest et la Brenta au sud. Ses frontières nord et est diffèrent selon les classifications. Le val di Fiemme et le val di Cembra traversent le massif vers le sud-ouest au gré du cours de l'Avisio.
Il est constitué entre autres du chaînon du Lagorai.

### Sommets principaux
- Cima d'Asta, 2 847 m
- Schenon, 2 800 m
- Torre Christomannos, 2 800 m
- Cima di Cece, 2 754 m
- Cima Lastè, 2 682 m

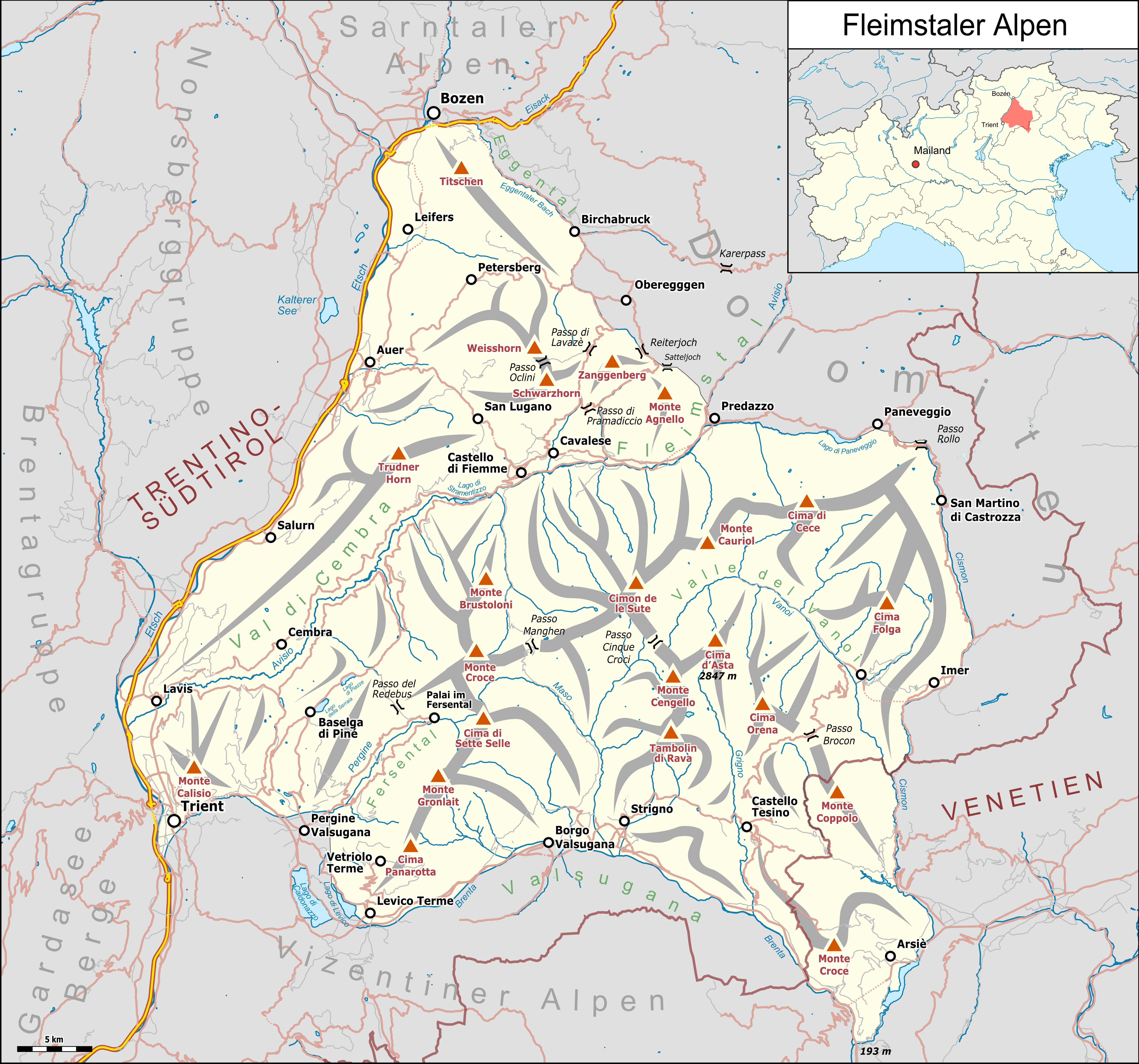
Carte des Alpes de Fiemme.

- Monte Stelle delle Sute, 2 615 m
- Monte Colbricon, 2 602 m
- Monte Cauriol, 2 494 m
- Monte Croce, 2 488 m
- Cima Scanaiol, 2 467 m
- Cimon Rava, 2 434 m
- Cima di Sette Selle, 2 396 m
- Gronlait, 2 381 m

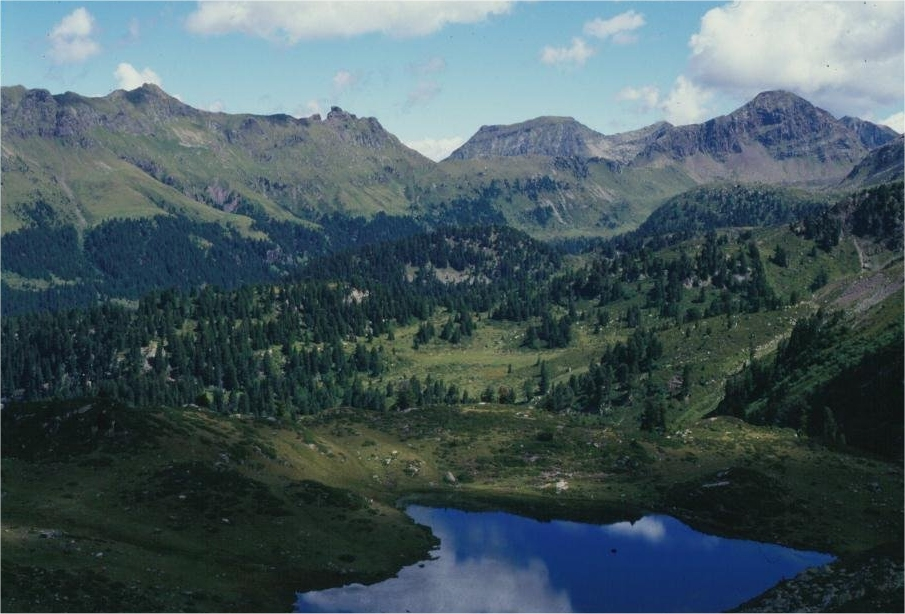
Le chaînon de Lagorai.
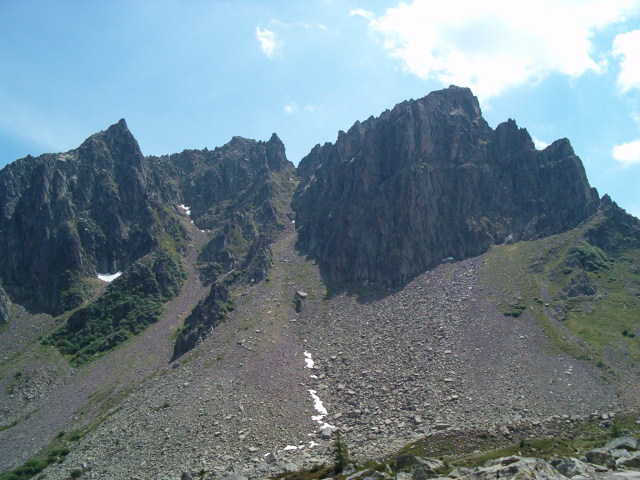
Le Monte Cauriol.
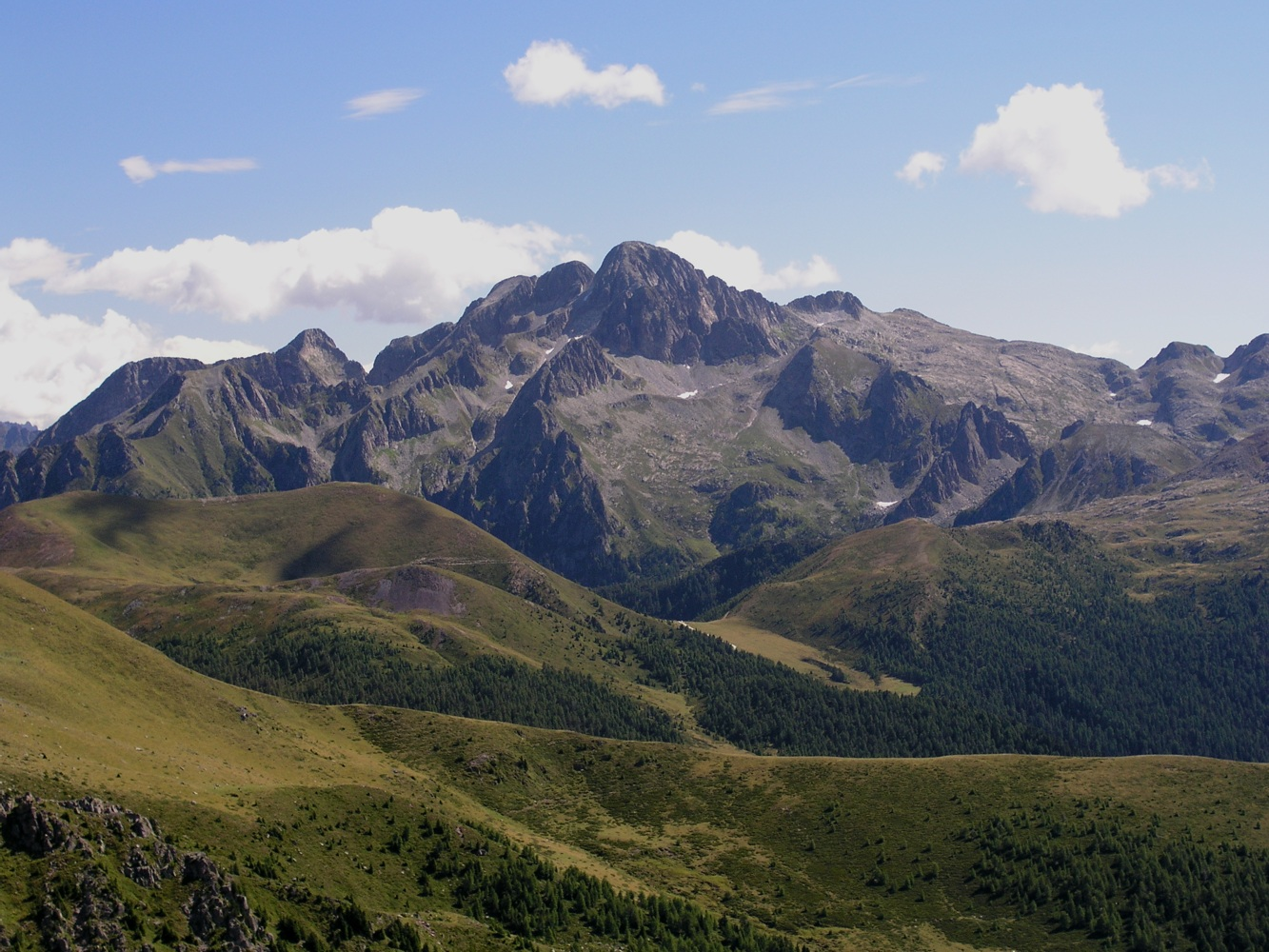
La cima d'Asta.

## Géologie
Bien que géographiquement dans les Dolomites et souvent incluses dans ce massif, les Alpes de Fiemme s'en distinguent par la nature de la roche : la dolomie laisse en grande partie la place au granite et au porphyre.

## Activités

### Stations de sports d'hiver
- Cavalese
- Levico Terme
- Nova Ponente
- Predazzo
- San Martino di Castrozza
- Tesero
- Ziano di Fiemme

### Randonnée

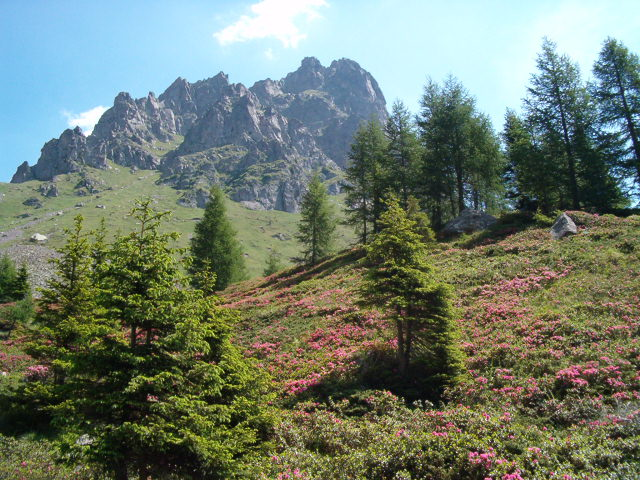
Le Monte Cauriol depuis la haute vallée du Vanoi.

Les Alpes de Fiemme se prêtent très bien à la pratique de la randonnée.

### Économie locale
L'élevage et le pâturage des vaches, chevaux et moutons constituent l'activité humaine traditionnelle.